# Vesletind
Vesletind är en bergstopp i Antarktis. Den ligger i Östantarktis. Norge gör anspråk på området. Toppen på Vesletind är 1 644 meter över havet, eller 158 meter över den omgivande terrängen. Bredden vid basen är 2,6 km.
Terrängen runt Vesletind är kuperad norrut, men söderut är den platt. Trakten är glest befolkad. Närmaste befolkade plats är Sarie Marais, 16,9 kilometer nordost om Vesletind. 